# Arrhinactia cylindrica
Arrhinactia cylindrica är en tvåvingeart som beskrevs av Townsend 1927. Arrhinactia cylindrica ingår i släktet Arrhinactia och familjen parasitflugor. Inga underarter finns listade.